# Metoda analizy i krytyki piśmiennictwa
Metoda analizy i krytyki piśmiennictwa albo analiza krytyczna – metoda badawcza, stosowana do prac naukowych i badań innych naukowców. Jest metodą stosowaną powszechnie w nauce – stosują ją wszystkie dyscypliny naukowe. Powstają dzięki niej publikacje oparte nie na badaniach własnych, lecz na pracach i badaniach cudzych.
Metoda ta ma charakter pomocniczy, stanowiąc punkt wyjścia dla innych badań. Dzięki niej bowiem można wykazać luki w obecnym stanie wiedzy czy kierunku dyskusji naukowej. Jednocześnie metoda analizy i krytyki piśmiennictwa może występować samoistnie, tworząc nową wiedzę. Metoda analizy krytycznej wspomaga również wykorzystywanie wiedzy, jaka została dzięki tej metodzie zanalizowana, oceniona i zsyntetyzowana.
Nie jest tym samym co inna metoda badań naukowych określana jako krytyka źródeł. Bardziej rygorystycznym wariantem tej metody jest przegląd systematyczny.